# Bräcke
Bräcke ist ein Ort (tätort) in der schwedischen Provinz Jämtlands län und der historischen Provinz Jämtland.
Der Ort liegt etwa 70 Kilometer südlich von Östersund an der Europastraße E 14 und den Bahnstrecken Sundsvall–Storlien und Bräcke–Boden. Er ist Hauptort der gleichnamigen Gemeinde.

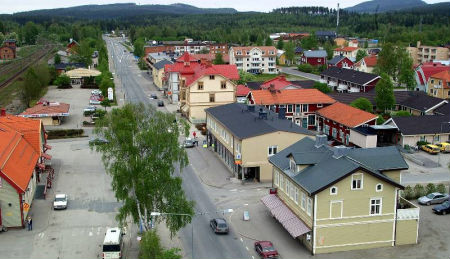
Innenstadt
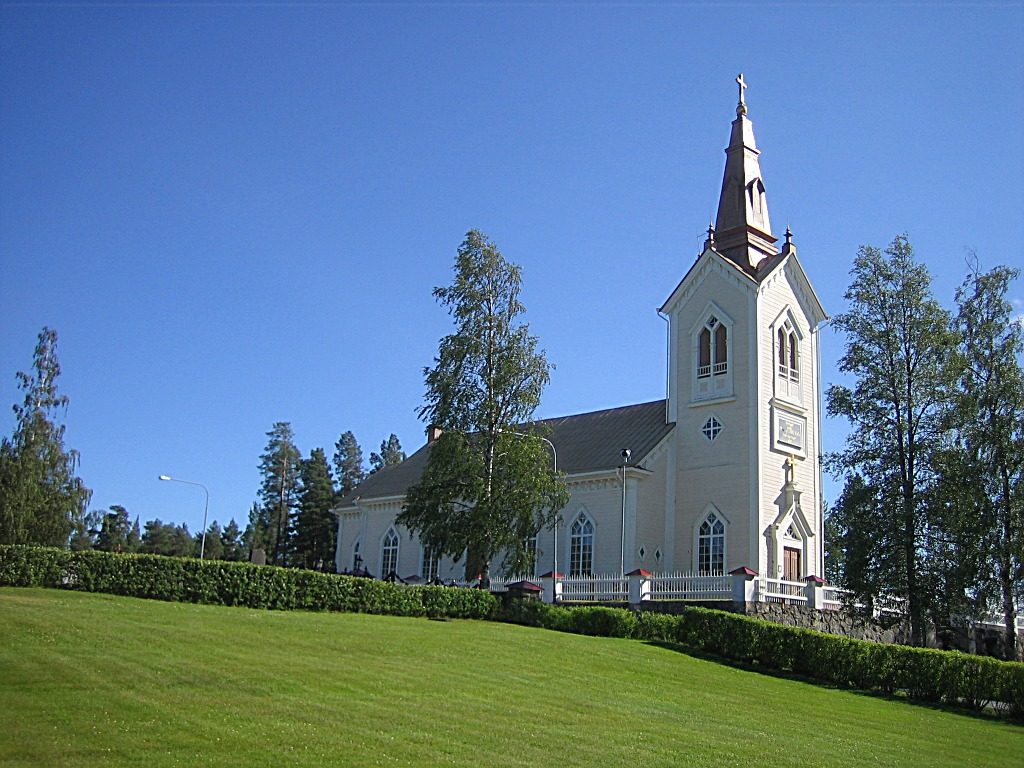
Kirche
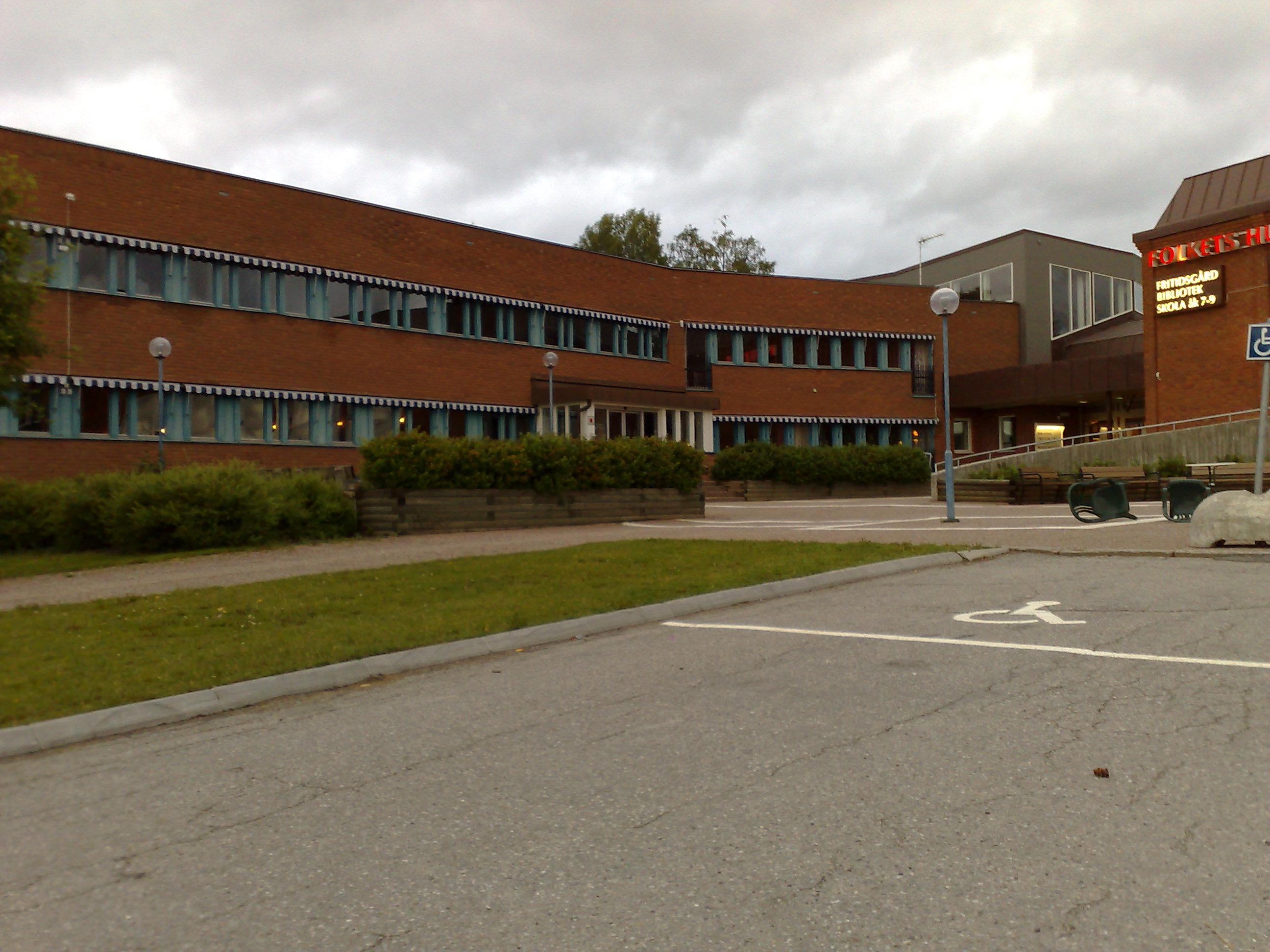
Gemeindeverwaltung
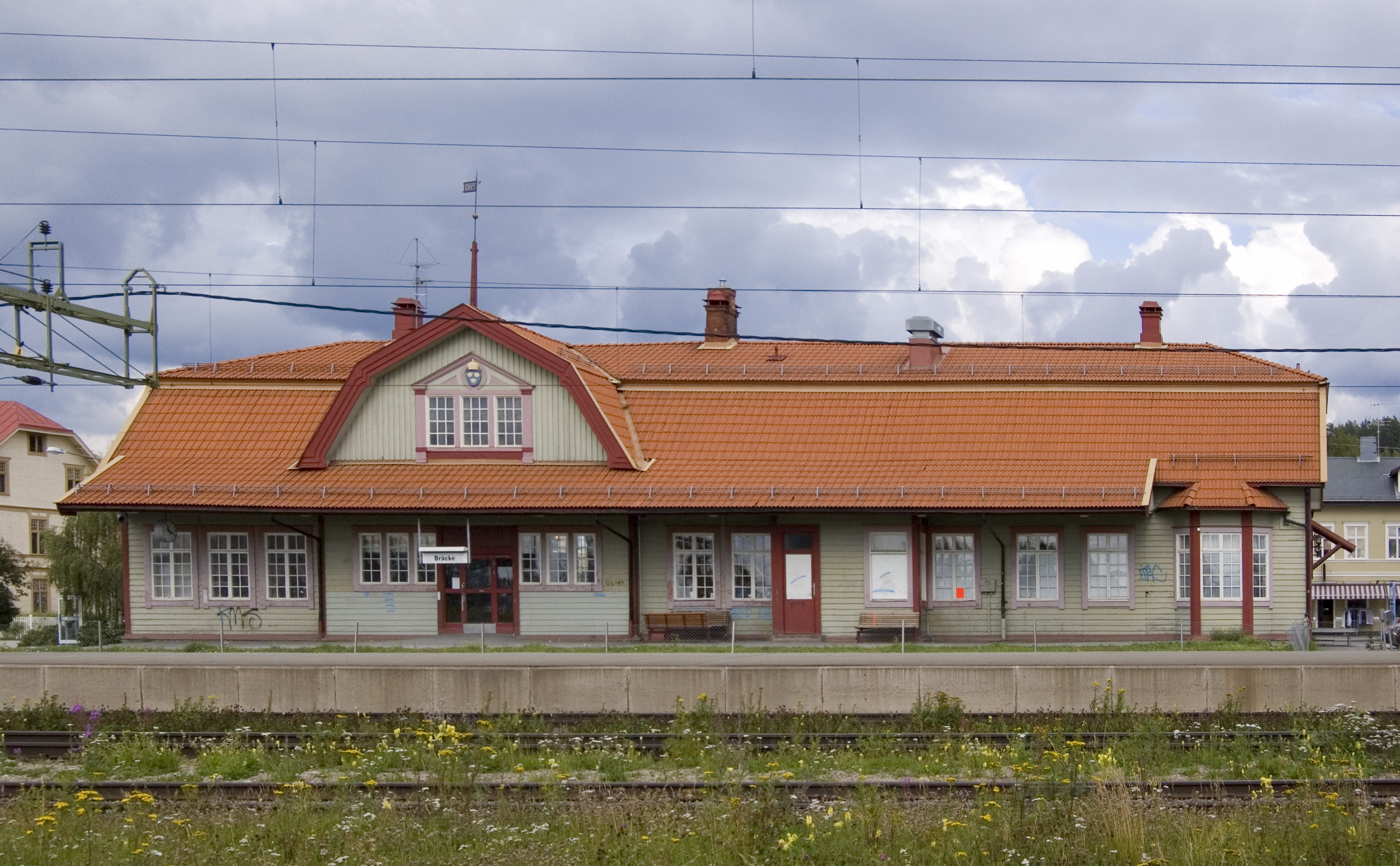
Bahnhof

## Persönlichkeiten
- Jonas Moström (* 1973), Schriftsteller und Arzt